# Festival Internacional de Cinema e Vídeo Ambiental
Das Festival Internacional de Cinema e Vídeo Ambiental (FICA) ist ein Umwelt-Filmfestival, das jährlich in der zentral-brasilianischen Stadt Goiás stattfindet.
Es wurde 1999 gegründet, auch in Kooperation mit dem portugiesischen CineEco-Festival. Das Ziel war zum einen die Förderung der Diskussion von Umweltthemen, zum anderen die Kulturförderung in Goiás, besonders im Zusammenhang mit der angestrebten Aufnahme der Stadt Goiás in die UNESCO-Welterbe-Liste (2001 erfolgt).
Zusätzlich zu den Wettbewerbsfilmen werden Jugend- und Kinderfilmschauen, Zyklen des brasilianischen Films, und weitere thematisch passende Filme außerhalb der Wettbewerbe gezeigt. Außerdem werden Workshops zu Film- und Umweltthemen, und vielfältige begleitende Kulturveranstaltungen angeboten, darunter Musik, Ausstellungen und Kolloquien.